# Badminton vid panamerikanska spelen 2023
Badminton vid panamerikanska spelen 2023 avgjordes mellan den 21 och 25 oktober 2023 i Centro de Entrenamiento Olímpico i Ñuñoa i Santiago i Chile. Totalt tävlades det i fem grenar, singel och dubbel för både damer och herrar samt mixeddubbel.

## Medaljörer
| Gren        | Guld                                          | Silver                                   | Brons                                                    |  |  |  |
| Herrsingel  | Brian Yang · Kanada                           | Kevin Cordón · Oberoende idrottsutövare  | Uriel Canjura · El Salvador                              |  |  |  |
| Herrsingel  | Brian Yang · Kanada                           | Kevin Cordón · Oberoende idrottsutövare  | Luis Ramón Garrido · Mexiko                              |  |  |  |
| Damsingel   | Beiwen Zhang · USA                            | Jennie Gai · USA                         | Rachel Chan · Kanada                                     |  |  |  |
| Damsingel   | Beiwen Zhang · USA                            | Jennie Gai · USA                         | Taymara Oropesa · Kuba                                   |  |  |  |
|             |                                               |                                          |                                                          |  |  |  |
| Herrdubbel  | Kanada · Adam Dong · Nyl Yakura               | Brasilien · Fabrício Farias · Davi Silva | Oberoende idrottsutövare Aníbal Marroquín Jonathan Solís |  |  |  |
| Herrdubbel  | Kanada · Adam Dong · Nyl Yakura               | Brasilien · Fabrício Farias · Davi Silva | Mexiko · Job Castillo · Luis Montoya                     |  |  |  |
| Damdubbel   | Kanada · Catherine Choi · Josephine Wu        | USA · Annie Xu · Kerry Xu                | Mexiko · Romina Fregoso · Miriam Rodríguez               |  |  |  |
| Damdubbel   | Kanada · Catherine Choi · Josephine Wu        | USA · Annie Xu · Kerry Xu                | Brasilien · Sânia Lima · Juliana Vieira                  |  |  |  |
| Mixeddubbel | Kanada · Ty Alexander Lindeman · Josephine Wu | USA · Vinson Chiu · Jennie Gai           | Brasilien · Davi Silva · Sânia Lima                      |  |  |  |
| Mixeddubbel | Kanada · Ty Alexander Lindeman · Josephine Wu | USA · Vinson Chiu · Jennie Gai           | Peru · Jose Guevara · Inés Castillo                      |  |  |  |

## Medaljtabell
*   Värdland ( Chile)
| Nr                  | Nation                   | Guld | Silver | Brons | Totalt |
| ------------------- | ------------------------ | ---- | ------ | ----- | ------ |
| 1                   | Kanada                   | 4    | 0      | 1     | 5      |
| 2                   | USA                      | 1    | 3      | 0     | 4      |
| 3                   | Brasilien                | 0    | 1      | 2     | 3      |
| 4                   | Oberoende idrottsutövare | 0    | 1      | 1     | 2      |
| 5                   | Mexiko                   | 0    | 0      | 3     | 3      |
| 6                   | Peru                     | 0    | 0      | 1     | 1      |
| 6                   | El Salvador              | 0    | 0      | 1     | 1      |
| 6                   | Kuba                     | 0    | 0      | 1     | 1      |
| Totalt (8 nationer) | Totalt (8 nationer)      | 5    | 5      | 10    | 20     |